# Perth SpeedDome
Perth SpeedDome — крытый велотрек расположенный в Мидвейле (Западная Австралия, Австралия). 

## История
Это единственный крытый велотрек в Западной Австралии. Он был спроектирован немецким архитектором Ральфом Шюрманном и построен под руководством английского специалиста по велодромам Рона Уэбба. SpeedDome был открыт в ноябре 1989 года, заменив старый открытый бетонный велотрек Lake Monger Velodrome в Маунт Хоторне.
В 1997 году SpeedDome принимал Чемпионат мира по трековому велоспорту, а также несколько Международных Гран-при по трековому велоспорту в Перте. Здесь регулярно проводятся тренировочные сборы для команд Великобритании, Нидерландов, Японии и Новой Зеландии по трековому велоспорту.
Овал трека имеет длину 250 метров и сделан из высококачественной сибирской сосны. Трибуны рассчитаны на 1500 человек, а помещения вмещают до 2300 человек. В центре овала находится многоцелевой бетонный пол, используемый для хоккея на роликах, фигурного катания, спидскейтинга и роллер-дерби. Под полотном трека специально построенный зал для кикбоксинга. Дополнительные помещения включают три медиа-бокса, офисы арендаторов и администрации, приемную участников и раздевалки для участников и официальных лиц.
В комплексе также есть 700-метровая открытая критериумная трасса, включающая велотренажер.